# Turusgede
Turusgede is een bestuurslaag in het regentschap Rembang van de provincie Midden-Java, Indonesië. Turusgede telt 1948 inwoners (volkstelling 2010).